# بطولة أوروبا للدراجات 2017
بطولة أوروبا للدراجات 2017 (بالدنماركية: EM i landevejscykling 2017)‏ هو الموسم رقم 23 من بطولة أوروبا للدراجات، وأقيم خلال الفترة 2 أغسطس حتى 6 أغسطس 2017. في هرنينغ، الدنمارك.

## النتيجة
| 2 أغسطس | سباق الزمن لأقل من 23 سنة للسيدات - بطولة أوروبا للدراجات  | CC ‏ | بيرنيل ماثيسين  | سيسيلي أوتوب لودفيغ | ليزا كلاين          |
| 3 أغسطس | سباق الزمن للرجال - بطولة أوروبا للدراجات                  | CC ‏ | كاسبر أصغرين    | ميكيل بيرج          | Corentin Ermenault ‏ |
| 3 أغسطس | سباق الزمن لنخبة السيدات - بطولة أوروبا للدراجات           | CC ‏ | Ellen van Dijk  | آن صوفي دويك        | أنا فان دير بريغين  |
| 3 أغسطس | سباق الزمن لنخبة الرجال - بطولة أوروبا للدراجات            | CC ‏ | فكتور كامبنارتس | ماسيج بودنار        | ريان مولين          |
| 4 أغسطس | سباق الطريق لأقل من 23 سنة للسيدات - بطولة أوروبا للدراجات | CC ‏ | بيرنيل ماثيسين  | سوزان أندرسن        | أليس بارنز          |
| 5 أغسطس | سباق الطريق لنخبة السيدات - بطولة أوروبا للدراجات          | CC ‏ | ماريان فوس      | جورجيا برونزيني     | أولغا زابيلينسكايا  |
| 5 أغسطس | سباق الطريق لأقل من 23 سنة للرجال - بطولة أوروبا للدراجات  | CC ‏ | كاسبر بيدرسين   | بينوا كوسنيفروي     | مارك هيرشي          |
| 6 أغسطس | سباق الطريق لنخبة الرجال - بطولة أوروبا للدراجات           | CC ‏ | ألكسندر كريستوف | إيليا فيفياني       | مورينو هوفلاند      |

## وصلات خارجية
- الموقع الرسمي